# نامزد رأی‌شکن
نامزد رأی‌شکن (به انگلیسی: Spoiler) نامزدی است که عملاً بخت پیروزی در انتخابات را ندارد ولی با حضورش، روی نتیجهٔ نهایی تأثیر می‌گذارد.
معروف‌ترین نامزد رأی‌شکن رالف نیدر در انتخابات ریاست‌جمهوری ۲۰۰ آمریکا بود که با کسب چند میلیون رأی، به زعم دموکرات‌ها، عامل اصلی شکست ال گور از جورج دابلیو بوش بود. دلایل موثقی وجود دارد که اغلب طرفداران نیدر در آن انتخابات، گور را به بوش ترجیح می‌دادند و اگر نیدر اصلاً نامزد نشده بود، آنان احتمالاً به گور رأی می‌دادند. به همین دلیل است که دموکرات‌ها شکستشان در آن انتخابات را ناشی از حضور نیدر می‌دانند.
طرفداران احزاب کوچک و نامزدان مستقل معمولاً با این چالش مواجهند که صادقانه به نامزد محبوبشان رأی دهند (رأیی که احتمالاً هدر خواهد رفت) یا تاکتیکی به نامزد مطلوب دیگری رأی دهند تا حداقل از انتخاب منفورترین نامزد جلوگیری کنند. این موضوع به نوع نظام انتخاباتی نیز بستگی دارد. برخی از نظام‌های انتخاباتی، مثلاً نظام رایج نخست‌نفری، در برابر حضور نامزد رأی‌شکن آسیب‌پذیر هستند، اما برخی دیگر، مانند رأی بدیل یا رأی‌گیری موافقتی، در برابر این حفره مقاوم می‌باشند. اکثر نظام‌های انتخاباتی ترجیحی مصون از این مشکل هستند یا حداقل از اثر آن به‌شدت می‌کاهند.